# Dasysphinx leuce
Dasysphinx leuce là một loài bướm đêm thuộc phân họ Arctiinae, họ Erebidae.